# Derechos humanos en Cuba

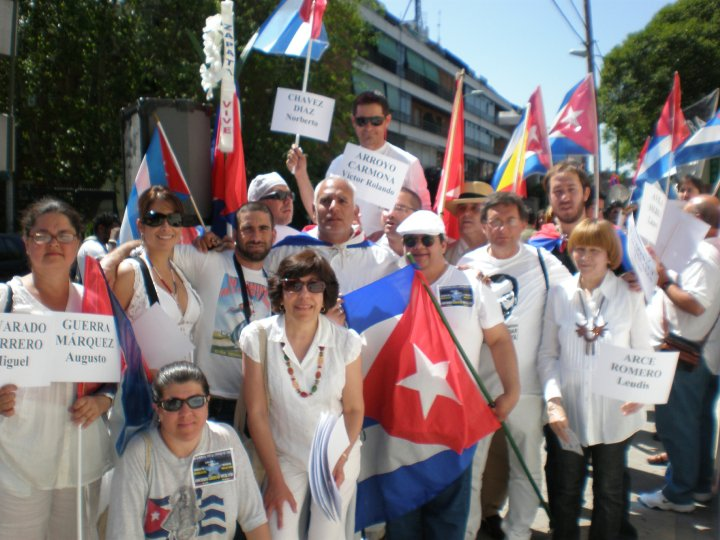
Protesta a favor de las víctimas de la Primavera Negra de Cuba.

Los derechos humanos en Cuba son objeto de controversia y debate. Cuba es signataria de la Declaración Universal de los Derechos Humanos de las Naciones Unidas, la cual contiene una cláusula que denota los derechos fundamentales, deberes y garantías de los cubanos. El país firmó aunque no ha ratificado el Pacto Internacional de Derechos Civiles y Políticos y el Pacto Internacional de Derechos Económicos, Sociales y Culturales. Cuba es miembro fundador del Consejo de Derechos Humanos de la ONU.
El incumplimiento al respeto y defensa de los derechos humanos proclamado con la firma de estos acuerdos, sin embargo, ha sido denunciado por órganos internacionales y la disidencia cubana. El Gobierno cubano ha sido acusado por la Comisión Interamericana de Derechos Humanos (órgano de la OEA, de la que Cuba fue expulsada en 1962) de aplicar torturas, detenciones arbitrarias, procesos con fines propagandísticos y ejecuciones extrajudiciales. La Comisión llama la atención sobre las restricciones a la libertad de expresión, a la libertad de asociación, a la libertad de circulación, a la libertad de ideas, a los derechos políticos, a la ausencia de elecciones, a la falta de independencia del Poder Judicial.

## Tratados internacionales
En materia de derechos humanos, respecto a la pertenencia a los siete organismos de la Carta Internacional de Derechos Humanos, que incluyen al Comité de Derechos Humanos (HRC), Cuba ha firmado o ratificado:
| Cuba | Tratados internacionales    | Tratados internacionales  | Tratados internacionales    | Tratados internacionales  | Tratados internacionales  | Tratados internacionales | Tratados internacionales | Tratados internacionales | Tratados internacionales    | Tratados internacionales | Tratados internacionales  | Tratados internacionales | Tratados internacionales | Tratados internacionales | Tratados internacionales | Tratados internacionales  | Tratados internacionales | Tratados internacionales  |
| --- | --------------------------- | ------------------------- | --------------------------- | ------------------------- | ------------------------- | ------------------------ | ------------------------ | ------------------------ | --------------------------- | ------------------------ | ------------------------- | ------------------------ | ------------------------ | ------------------------ | ------------------------ | ------------------------- | ------------------------ | ------------------------- |
| Cuba | CESCR                       | CESCR                     | CCPR                        | CCPR                      | CCPR                      | CERD                     | CED                      | CEDAW                    | CEDAW                       | CAT                      | CAT                       | CRC                      | CRC                      | CRC                      | CRC                      | MWC                       | CRPD                     | CRPD                      |
| Cuba | CESCR                       | CESCR-OP                  | CCPR                        | CCPR-OP1                  | CCPR-OP2-DP               | CERD                     | CED                      | CEDAW                    | CEDAW-OP                    | CAT                      | CAT-OP                    | CRC                      | CRC-OP-AC                | CRC-OP-SC                | CRC-OP-CP                | MWC                       | CRPD                     | CRPD-OP                   |
| Pertenencia | Firmado pero no ratificado. | Ni firmado ni ratificado. | Firmado pero no ratificado. | Ni firmado ni ratificado. | Ni firmado ni ratificado. | Firmado y ratificado.    | Firmado y ratificado.    | Firmado y ratificado.    | Firmado pero no ratificado. | Firmado y ratificado.    | Ni firmado ni ratificado. | Firmado y ratificado.    | Firmado y ratificado.    | Firmado y ratificado.    | Sin información.         | Ni firmado ni ratificado. | Firmado y ratificado.    | Ni firmado ni ratificado. |
| Firmado y ratificado, firmado, pero no ratificado, ni firmado ni ratificado, sin información, ha accedido a firmar y ratificar el órgano en cuestión, pero también reconoce la competencia de recibir y procesar comunicaciones individuales por parte de los órganos competentes. |                             |                           |                             |                           |                           |                          |                          |                          |                             |                          |                           |                          |                          |                          |                          |                           |                          |                           |

## Controversia sobre la interpretación de los derechos humanos

### Opositores
Los llamados «disidentes» o «contrarrevolucionarios» por el Gobierno denuncian acoso y represalias contra los opositores al Gobierno cubano. Entre los casos más alarmante es el del Dr. Ariel Ruiz Urquiola, a quien Amnistía Internacional lo había declarado preso de conciencia y había exigido que fuera puesto en libertad "de inmediato y sin condiciones".
Amnistía Internacional denuncia violaciones a los derechos humanos, acoso al periodismo y considera que en la isla existen presos de conciencia detenidos exclusivamente por el ejercicio pacífico de su derecho a la libertad de expresión. También denuncia a Cuba por mantener la pena capital.
La Unión Europea en 2003 impuso sanciones contra Cuba, que posteriormente, en 2007, le fueron levantadas. La OEA denuncia hostigamiento hacia el periodismo y privación de libertad de los disidentes políticos. La Comisión Cubana de Derechos Humanos y Reconciliación Nacional presenta informes mensuales denunciando arrestos arbitrarios y actos de represión de las manifestaciones políticas.
Una de las acusaciones contra el Gobierno cubano, es el hundimiento del remolcador 13 de Marzo. La oposición alega que guardacostas de Cuba hundieron al remolcador, en el que 72 personas intentaban abandonar la isla. Durante el incidente, entre los ocupantes de la embarcación hubo 41 muertos, diez de ellos niños, el menor de los cuales fue Helen Martínez Enríquez, de sólo seis meses de edad. Nunca se recuperaron los cadáveres. Según los opositores, durante la madrugada del 13 de marzo de 1994, cuatro barcos del Gobierno, equipados con potentes mangueras de agua, embistieron al viejo remolcador, a siete millas de distancia de las costas frente al puerto de la ciudad de La Habana. Las personas que se encontraban en cubierta fueron barridas por el agua lanzada a presión. De acuerdo a esta versión, los sobrevivientes que regresaron a la isla, habrían sido amenazados, perseguidos y hostigados y este crimen nunca habría sido investigado judicialmente.
Otras acusaciones son el arresto de Vladimiro Roca en 1997, las detenciones realizadas durante la Primavera Negra en abril de 2003 y la aplicación de la pena capital, ese mismo año, a tres ciudadanos que habían secuestrado una lancha y tomado rehenes. En 2014 la organización Damas de Blanco denunció que al menos 100 mujeres fueron arrestadas para impedirles asistir a misa. La Organización Mundial Contra la Tortura, le envió una carta a Raúl Castro, mostrando su preocupación por la seguridad y por la integridad física y psicológica de la esposa de Orlando Zapata y otros familiares suyos. este terminaría muriendo inicios de 2010 durante la huelga de hambre de presos políticos cubanos de 2010.

### Defensores
Según Elías Carranza, director del Instituto Latinoamericano de las Naciones Unidas para la Prevención del Delito y el Trato del Delincuente, Cuba erradicó la exclusión social gracias «a grandes conquistas en la reducción de la criminalidad». Se trata del «país más seguro de la región [mientras que] la situación en cuanto a los delitos y la inseguridad a escala continental se ha deteriorado en las últimas tres décadas con el aumento del número de muertos en las prisiones y en el exterior». En 2007 la ONU eliminó a Cuba de su lista de estados que violan los derechos humanos.
Los defensores del Gobierno cubano alegan que en Cuba se respetan los derechos humanos y ponen como ejemplo las garantías que a su juicio el Gobierno cubano ofrece para el ejercicio de los derechos económicos, sociales y culturales, y alegan que el mayor obstáculo para su cumplimiento lo consituye la existencia del embargo estadounidense hacia la isla, sin mencionar los derechos civiles y políticos.

## Libertad de expresión
La libertad de expresión consiste en la posibilidad de expresar libremente las opiniones propias sin temor a recibir castigo alguno de los poderes existentes en la sociedad. Los opositores a la Revolución, organizaciones internacionales y numerosos Gobiernos extranjeros critican la política de restricción de la libertad de expresión que se practica en la isla. El Gobierno cubano justifica su posición con el argumento de que así evitan el que los medios masivos de comunicación sean usados contra la soberanía del país, el sistema de Gobierno y para evitar dar información falsa a la población.
La Ley 88 del Código Penal de la República de Cuba castiga severamente a las personas que cuando ejerzan el periodismo cobren dinero de potencias extranjeras o cuando apoyen la Ley Helms-Burton (una resolución federal estadounidense que endureció el embargo contra la isla). En marzo de 2003, 75 personas fueron juzgadas bajo esta ley y sentenciadas a penas que llegan hasta los 28 años de cárcel. Desde 2002 la organización Reporteros Sin Fronteras sitúa a Cuba en uno de los últimos lugares en su informe sobre el estado de la libertad de prensa en el mundo, superando solo a Eritrea, Turkmenistán y Corea del Norte.